# Pedro Pasculli
Pedro Pablo Pasculli (* 17. květen 1960, Santa Fe) byl argentinský fotbalista. Nastupoval většinou na postu útočníka.
S argentinskou reprezentací vyhrál mistrovství světa v Mexiku roku 1986.. V národním mužstvu odehrál 20 utkání, v nichž vstřelil 5 gólů.
S klubem Argentinos Juniors se stal dvakrát mistrem Argentiny (1984, 1985).
Roku 1984 se stal nejlepším střelcem argentinské ligy.
Po skončení hráčské kariéry se stal trenérem.